# Premio Nacional de Literatura Asturiana
El Premio Nacional de Literatura Asturiana (en asturiano Premiu Nacional de Lliteratura Asturiana) es un galardón literario que concede la Academia de la Lengua Asturiana, cada tres años, a los escritores que más hayan destacado por su trayectoria en la lliteratura en lengua asturiana. El premio no puede repartirse entre más de un autor ni concederse a título póstumo. La primera edición fue en 2017.
El jurado que otorga los premios está formado por el Presidente de la Academia de la Lengua Asturiana, tres miembros de número de la institución, un representante de la Consejería de Educación y Cultura del Gobierno de Asturias y dos personalidades de reconocido prestigio del mundo universitario especialistas en literatura asturiana. 
El premio está dotado con 3.000 euros, un medallón distintivo del escultor Adolfo Manzano y la publicación de una pequeña antología
representativa de la producción literaria del autor.

## Ediciones celebradas
Tras la publicación de las bases del premio el 15 de septiembre de 2016 y la apertura del plazo para la presentación de candidaturas, los finalistas resultaron ser los siguientes: Xuan Bello, Antón García, Roberto González-Quevedo, Berta Piñán y Xuan Xosé Sánchez Vicente.
El veredicto se hizo público el 13 de enero de 2017 y dio como ganador al tinetense Xuan Bello. El jurado destacó la "extraordinaria calidad y relevancia de la trayectoria literaria" de Bello, tanto en poesía como en narrativa, y "su papel fundamental en la dignificación y visualización de la literatura asturiana y de la propia lengua", refiriéndose concretamente a su obra Historia universal de Paniceiros, que fue traducida a varias lenguas y que, en su versión en castellano, obtuvo el Premio Ramón Gómez de la Serna en 2003. En esta edición el jurado estuvo compuesto por Ana María Cano (Presidenta de la Academia),  Xosé Antón González Riaño, Xosé Ramón Iglesias y Carmen Muñiz Chacón (académicos de número); Fernando Padilla Palicio (representante de la Consejería) y los profesores de la Universidad de Oviedo José Luis García Martín y Leopoldo Sánchez Torre (personalidades de reconocido prestigio).